# Collonges (Valais)
Collonges é uma comuna da Suíça, situada no distrito de Saint-Maurice, no cantão de Valais. Tem 12,3 km² de área e sua população em 2018 foi estimada em 798 habitantes.